# Coptosternus tarsalis
Coptosternus tarsalis är en skalbaggsart som beskrevs av Lewis 1914. Coptosternus tarsalis ingår i släktet Coptosternus och familjen stumpbaggar. Inga underarter finns listade i Catalogue of Life.